# Elektron
 For alternative betydninger, se Elektron (flertydig). (Se også artikler, som begynder med Elektron)
En elektron er en subatomar elementarpartikel. Den har en negativ elektrisk ladning på ca. -1,6 × 10-19 coulomb og en masse på 9,109 × 10-31 kg (0,51 MeV/c²), eller 0,000549 u (unit).
Elektronen bliver almindeligvis betegnet e-. Elektronens antipartikel er positronen (e+) som er identisk med elektronen, men har en positiv elektrisk ladning. 
Atomer består af en kerne af protoner og neutroner med elektroner omkring sig, hvis bedste beskrivelse er tredimensionelle stående bølger i rumtiden. Elektroner har mindre masse end de to andre partikler; en proton har en masse, der er ca. 1.800 gange så stor som en elektrons.
Elektronerne svæver rundt i nogle elektronskaller, rundt om atomkernen. Elektronerne er inddelt efter deres energi i skallen. Der er 8 skaller i alt.
Elektronbanerne som elektronerne løber i er vilkårlige.
Når elektroner forsøges sendt igennem meget små ledninger viser det sig, at elektroner også her opfører sig som kvantebølger.
Elektroner tilhører en klasse af subatomare partikler kaldet leptoner, som formodes at være fundamentale. Elektronen har spin 1/2, som medfører at den er en fermion, dvs. opfylder Paulis udelukkelsesprincip og Fermi-Dirac statistikken.

## Historie
Elektronen blev opdaget af J.J. Thomson i 1897 i Cavendish Laboratoriet ved Cambridge Universitet ved undersøgelse af "katodestråler". Thomson bestemte forholdet mellem elektronens masse og ladning ved at se på katodestrålernes afbøjning i et magnetfelt.
I 1910 målte Robert Andrews Millikan elektronens ladning ved at få oliedråber til at svæve i et elektrisk felt. Dermed var både elektronens ladning og masse bestemt.
I 1913 publicerede danskeren Niels Bohr en model af atom-strukturen, hvor han introducerende teorien om elektroner, som bevæger sig i baner omkring atomets kerne, hvor grundstoffets kemiske egenskaber i stor udstrækning afgøres af elektronerne i de ydre baner. Denne beskrivelse er senere blevet kendt som Bohr modellen.
I 2008 lykkedes det for nogle forskere at filme en elektrons energifordeling, mens den red på en lysbølge.

## Tekniske detaljer
Elektronen modelleres i kvantemekanik med Dirac-ligningen.

## Elektricitet
Når elektroner flytter sig fri af atomkernen, og når der er et nettoflow, kaldes dette flow for elektricitet eller en elektrisk strøm. Elektrisk ladning kan direkte måles med et elektrometer. Elektrisk strøm kan direkte måles med et galvanometer (amperemeter).
Såkaldt "statisk elektricitet" er ikke en elektronstrøm. Det kaldes mere korrekt for "statisk ladning", det skyldes et overskud eller underskud af elektroner i forhold til positive kernepartikler (protoner):
- Når der er et overskud af elektroner, siges objektet at være "negativt ladet".
- Når der er et underskud af elektroner, siges objektet at være "positivt ladet".
- Når antallet af elektroner og antallet af protoner er ens, siges objektet at være elektrisk "neutralt".